# Mary Frizzell
Mary Frizzell-Thomasson, kanadska atletinja, * 27. januar 1913, Nanaimo, Britanska Kolumbija, Kanada, † 12. oktober 1972, North Vancouver, Britanska Kolumbija.
Nastopila je na olimpijskih igrah leta 1932, kjer je osvojila srebrno medaljo v štafeti 4x100 m, v teku na 100 m se je uvrstila v polfinale.